# 고테라 유키
고테라 유키(일본어: 小寺 優輝, 1986년 7월 12일 ~ )는 일본의 축구 선수이다.

## 구단 경력
파지아노 오카야마, FC 간주 이와테에서 활동하였다.